# Бајрићи (Бихаћ)
Бајрићи су насељено мјесто у Босни и Херцеговини у општини Бихаћ које административно припада Федерацији Босне и Херцеговине. Према попису становништва из 1991. у насељу је живјело 844 становника.

## Становништво
| Националност       | 1991.        | 1981.        | 1971.        |
| Муслимани          | 761 (90,16%) | 780 (98,36%) | 570 (99,65%) |
| Срби               | 72 (8,53%)   | 7 (0,88%)    | 0            |
| Хрвати             | 2 (0,23%)    | 2 (0,25%)    | 0            |
| Југословени        | 5 (0,59%)    | 1 (0,12%)    | 0            |
| остали и непознато | 4 (0,47%)    | 3 (0,37%)    | 2 (0,34%)    |
| Укупно             | 844          | 793          | 572          |